# Стенлі Седі
Стенлі Джон Седі (англ. Stanley John Sadie све; 30 жовтня 1930, Вемблі — 21 березня 2005, Косінгтон, Сомерсет, Велика Британія) — впливовий британський музикознавець, музичний критик і редактор. Був редактором шостого виданняМузичного словника Гроува (Grove Dictionary of Music and Musicians, 1980).

## Біографія
Седі отримав початкову освіту в Лондоні, потім вивчав музику в Кембриджі. Отримав ступінь бакалавра мистецтв і бакалавра музики в 1953 році, майстра мистецтв в 1957, 1958 — доктора філософії. Докторська дисертація Седі була присвячена британській камерній музиці середини XVIII століття. У 1957—1965 роках викладав у музичному Трініті-коледжі в Лондоні.
Седі звернувся до музичної журналістики, ставши музичним критиком The Times (1964—1981). Через брак часу, присвяченому редагування словника Гроува та іншим просвітницьким проектам, залишив роботу в The Times, але іноді писав огляди для Financial Times. В 1967—1987 роках був редактором академічного журналу про класичну музику The Musical Times.
Роботу над шостим виданням Музичного словника Гроува Седі почав ще в 1970 році, присвятивши цій роботі десять років. Седі вніс великі зміни в структуру словника, обсяг якого збільшився з дев'яти до двадцяти томів. Словник отримав і нову назву — Новий словник музики і музикантів (The New Grove Dictionary of Music and Musicians). Завдяки йому була розпочата робота над другим виданням Нового словника Гроува (2001), що налічувало тепер 29 томів. Седі виступав за широке поширення франшизи Гроув, редагував Короткий музичний словник Гроува (1988) і кілька словників вужчої тематики, таких як Словник музичних інструментів (New Grove Dictionary of Musical Instruments, 1984, 3 томи), " Словник американської музики (New Grove Dictionary of American Music, 1986, 4 томи), Оперний словник (New Grove Dictionary of Opera, 1992, 4 томи).
Седі був відомим дослідником творчості Моцарта і написав кілька книг про нього. Брав участь у створенні музею Генделя.
Стенлі Седі був президентом Королівської музичної Асоціації (1989-94), Міжнародного Музикознавчого товариства (1992-97), піклувальником музею Холста на його батьківщині в Челтенхамі.
Грав на фаготі.
Седі помер у своєму будинку в Коссингтоні 21 березня 2005 року від бічного аміотрофічного склерозу, виявленого у нього лише за кілька тижнів до смерті.

## Родина
Стенлі Седі був двічі одружений. Мав трьох дітей від першої дружини і двох дітей від другої дружини.

## Визнання
- 1982 — командор ордена Британської імперії
- 1982 — почесний доктор філології Університету Лестера
- 1994 — почесний член Королівського коледжу музики та коледжу Гонвиль і Кай в Кембриджі
- 2005 — лауреат премії Генделя

## Членство в професійних організаціях
- Американське музикознавче товариство, член-кореспондент (1996)
- Королівська музична Асоціація, президент (1989—1984)
- The Critics' Circle, суспільство професійних критиків
- Міжнародне музикознавче товариство, президент (1992—1997)